# Catherine Disher

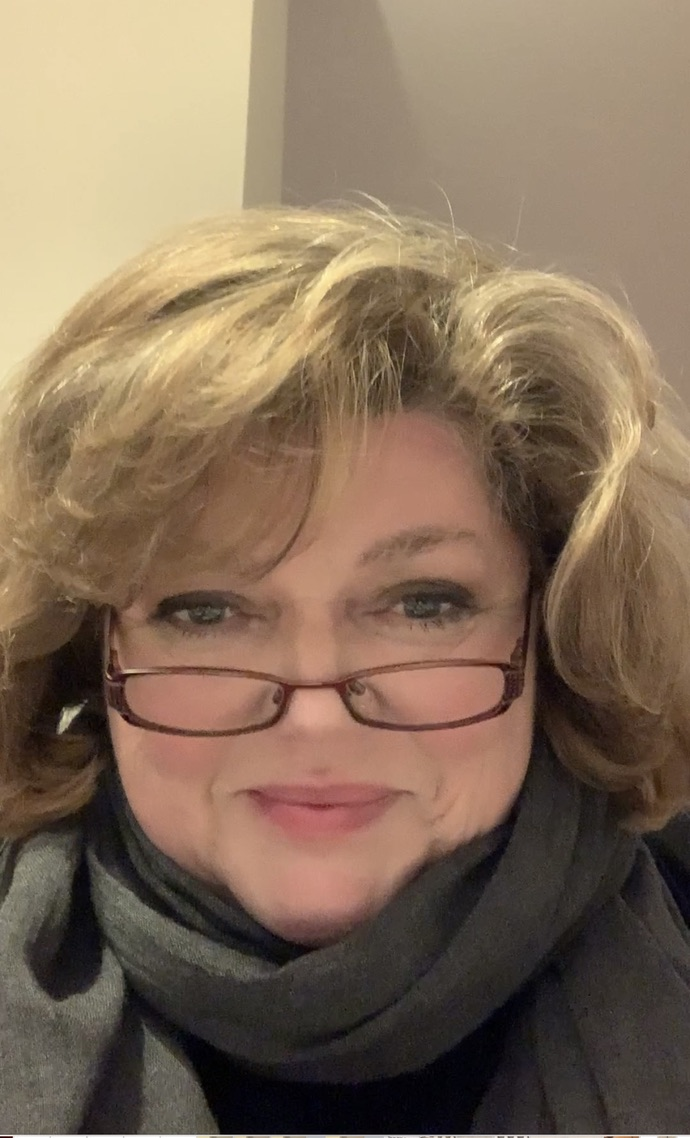
Catherine Disher (2024)

Catherine Disher (* 22. Juni 1960 in London) ist eine kanadische Filmschauspielerin und Synchronsprecherin für Zeichentrickserien.

## Leben
Catherine Disher wurde in London geboren und kam dann in die Vereinigten Staaten und schließlich zum Schauspielstudium an die Staatliche Theaterschule nach Montreal in Kanada. Mitte der 1980er Jahre begannen ihre Auftritte bei Film und Fernsehen und einige Jahre danach auch ihre Arbeit als Synchronsprecherin für Zeichentrickserien. Ab 1992 spielte sie in Nick Knight – Der Vampircop und sprach Jean Grey in der Zeichentrickserie X-Men. Im Jahr 2000 lieh sie Mimet in Sailor Moon ihre Stimme. Ab 2008 spielte sie als Martha Tinsdale in der Filmreihe The Good Witch sowie der folgenden Fernsehserie mit.

## Filmografie (Auswahl)

### Schauspielerin
- 1986: Nachtstreife (Night Heat, Fernsehserie, eine Folge)
- 1988: T and T (Fernsehserie, 24 Folgen)
- 1989–1990: Krieg der Welten (Fernsehserie, 20 Folgen)
- 1992–1996: Nick Knight – Der Vampircop (Forever Knight, Fernsehserie, 70 Folgen)
- 1997: PSI Factor – Es geschieht jeden Tag (PSI Factor – Chronicles of the Paranormal, Fernsehserie, eine Folge)
- 2003: Coast to Coast
- 2004: Mord im Schilf (Plain Truth)
- 2008: The Good Witch
- 2008–2010: The Border (Fernsehserie, 38 Folgen)
- 2011: Murdoch Mysteries (Fernsehserie, eine Folge)
- 2012: Saving Hope (Fernsehserie, eine Folge)
- 2014–2015: Remedy (Fernsehserie, zehn Folgen)
- 2015: Regression
- 2015–2021: Good Witch (Fernsehserie, 76 Folgen)
- 2016: Love’s Complicated (Fernsehfilm)
- 2024: Sweet Summer Love
- 2024: Love on the Danube – Love Song (Fernsehfilm)
- 2024: Love on The Danube Royal Getaway (Fernsehfilm)
- 2024: Love on the Danube Kissing Stars (Fernsehfilm)
- 2024: My Sweet Austrian Holiday (Fernsehfilm)
- 2024: The Christmas Chocolatier (Fernsehfilm)

### Synchronisation
- 1989–1991: Babar (Zeichentrickserie, 64 Folgen)
- 1992–1997: X-Men (Zeichentrickserie, 73 Folgen)
- 1998–2004: Rolie Polie Olie (Animationsserie, 79 Folgen)
- 2000: Sailor Moon (Zeichentrickserie, 16 Folgen)
- 2004–2010: Atomic Betty (Zeichentrickserie, 33 Folgen)
- 2012–2015: Der kleine Tiger Daniel (Tiger Daniel’s Neighborhood, Zeichentrickserie, 41 Folgen)
- 2014–2016: Numb Chucks (Animationsserie, 50 Folgen)
- 2021–2023: Thomas & seine Freunde (Thomas & Friends, Animationsserie, elf Folgen)
- 2024: X-Men ’97 (Zeichentrickserie, 6 Folgen)